# Ryo Sakai
Ryo Sakai (酒井 良 Sakai Ryo?, nacido el 9 de agosto de 1977 en Kanagawa) es un exfutbolista japonés. Jugaba de centrocampista y su último club fue el FC Machida Zelvia de Japón.

## Trayectoria

### Clubes
| Club                 | País  | Año         |
| -------------------- | ----- | ----------- |
| Shonan Bellmare      | Japón | 2000 - 2001 |
| Montedio Yamagata    | Japón | 2002        |
| Okinawa Kariyushi FC | Japón | 2003 - 2004 |
| Thespa Kusatsu       | Japón | 2004 - 2005 |
| FC Machida Zelvia    | Japón | 2006 - 2012 |

## Estadística de carrera

### J. League
| Club              | Año   | J. League | J. League | Copa J. League | Copa J. League | Total | Total |
| Club              | Año   | Part.     | Goles     | Part.          | Goles          | Part. | Goles |
| ----------------- | ----- | --------- | --------- | -------------- | -------------- | ----- | ----- |
| Shonan Bellmare   | 2000  | 40        | 7         | 1              | 0              | 41    | 7     |
| Shonan Bellmare   | 2001  | 15        | 1         | 0              | 0              | 15    | 1     |
| Montedio Yamagata | 2002  | 32        | 3         | -              | -              | 32    | 3     |
| Thespa Kusatsu    | 2005  | 37        | 2         | -              | -              | 37    | 2     |
| FC Machida Zelvia | 2012  | 1         | 0         | -              | -              | 1     | 0     |
| Total             | Total | 125       | 13        | 1              | 0              | 126   | 13    |